# أوسكار كازانوفاس
أوسكار كازانوفاس (بالإسبانية: Oscar Casanovas)‏ (15 مايو 1914 – 1987) هو ملاكم أرجنتيني راحل، مثّل بلاده في الألعاب الأولمبية الصيفية 1936.

## روابط خارجية
أوسكار كازانوفاس على موقع بوكس ريك (الإنجليزية) (registration required)
- أوسكار كازانوفاس على موقع أوليمبيديا (الإنجليزية)